# Mapa mental

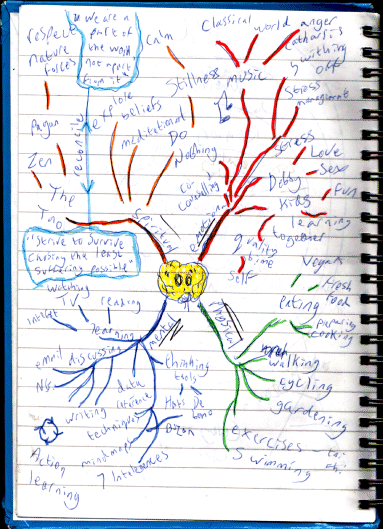
Mapa heurístic dibuixat durant una presentació.

Un mapa mental és un diagrama que s'utilitza per representar les paraules, idees, tasques, o altres conceptes lligats i disposats radialment al voltant d'una paraula clau o d'una idea central.
S'utilitza per a la generació, visualització, estructura i classificació taxonòmica de les idees, i també com a ajuda interna per a l'estudi, planificació, organització, resolució de problemes, presa de decisions i escriptura.
És un diagrama de representació semàntica de les connexions entre les porcions d'informació. Presentant aquestes connexions d'una manera gràfica radial, no lineal, estimula un acostament reflexiu per a qualsevol tasca d'organització de dades, eliminant l'estímul inicial, d'establir un marc conceptual intrínsec apropiat o rellevant al treball específic. Un mapa mental és similar a una xarxa semàntica o model cognoscitiu però sense restriccions formals a les classes d'enllaços usats. Els elements s'arreglen intuïtivament segons la importància dels conceptes i s'organitzen en les agrupacions, les branques, o les àrees. La formulació gràfica pot ajudar a la memòria.

## Història
Els mapes mentals, però no són un invent nou, sinó que l'escriptura egípcia i el sistema mnemotècnic grec van ser els seus percussors. Tony Buzan va popularitzar el mètode d'aprenentatge amb mapes mentals.

## Usos dels mapes mentals

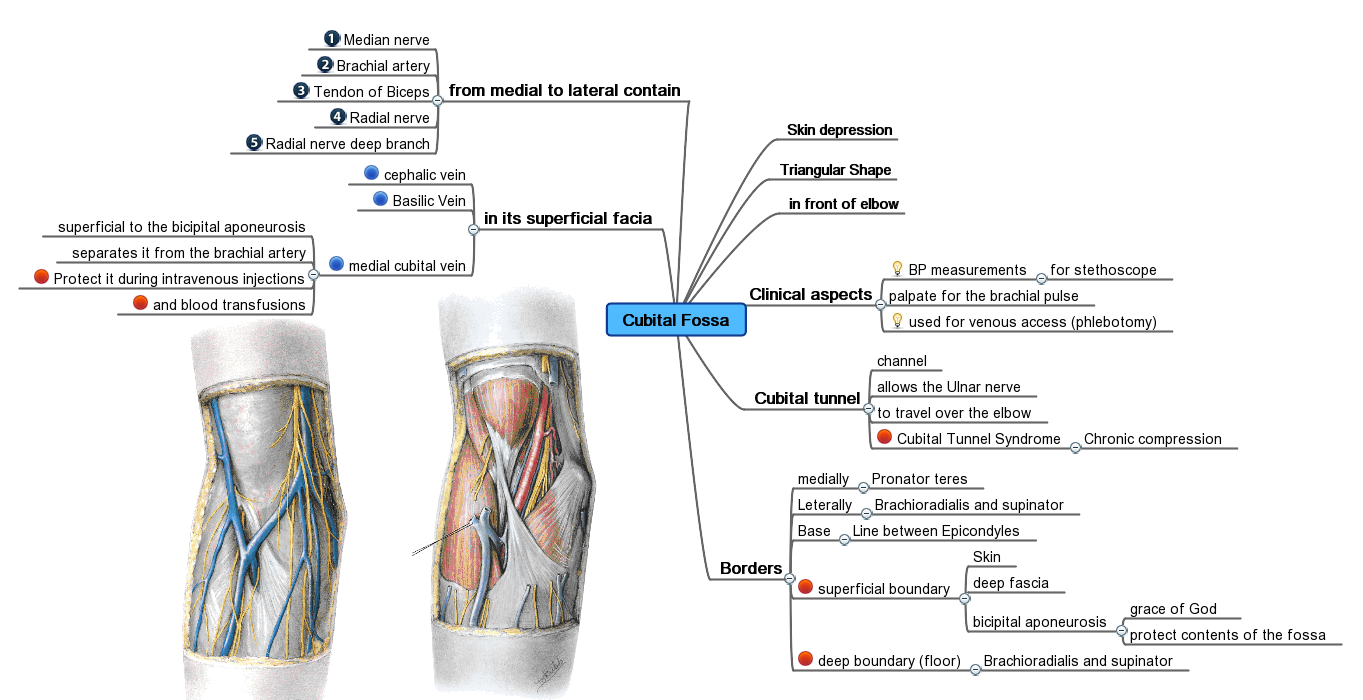
Un mapa mental sobre la fosa cubital o fossa del colze, inclosa una il·lustració del concepte central

Els mapes mentals introdueixen generen i introdueixen la informació al cervell de forma multidimensional.
Organitzen les dades en estructures ordenades i interrelacionades. Permeten recuperar la informació del cervell de manera ràpida i senzilla.
Els mapes mentals poden servir per aclarir idees, estalviar temps, recordar millor, planificar, aprovar exàmens, comunicar...

## Utilitat dels mapes mentals
Per crear un mapa mental hem de partir d'una idea principal i a partir d'aquesta s'irradien les idees secundàries. També és important utilitzar colors, dibuixos i paraules entrellaçades.
- Per poder organitzar amb facilitat i més eficientment els nostres pensaments.
- Per utilitzar i aprofitar el màxim les nostres capacitats mentals.
- Per potenciar la creativitat.
- Per aclarir les nostres idees.
- Per poder generar idees individualment o en grup.
- Per estructurar més fàcilment un discurs tant oral com escrit.
- Permet planificar la instrucció i alhora ajuda els estudiants a aprendre a aprendre.
- Per prendre decisions.
- Els mapes mentals a més, serveixen per plasmar un seguit d'idees sobre el paper.
- Facilita l'organització lògica i estructurada dels continguts d'aprenentatge, ja que són útils per a separar la informació significativa de la informació trivial.
- Permet aconseguir un aprenentatge interrelacionat, ja que no aïlla els conceptes, les idees dels alumnes i l'estructura de la disciplina.

## Com crear un mapa mental
Els mapes mentals faciliten el record i l'organització de la informació. Això sí, un mapa mental no és un mapa conceptual. Per crear un mapa mental hem de partir d'una idea principal i a partir d'aquesta, s'irradien les idees secundàries. També és important utilitzar colors, dibuixos i paraules entrellaçades. Podem seguir els següents passos:
1. Començar al centre d'un full en blanc.
2. Dibuixem al centre del full una imatge que simbolitzi la idea principal o una paraula.
3. Utilitzar molts colors.
4. Des de la idea principal, traçar ramificacions de diferents colors amb les idees més importants i les paraules clau relacionades amb el tema escollit.
5. Connectar totes les idees mitjançant línies o branques.
6. Dibuixar línies corbes en comptes de rectes.
7. Fer servir només una o dues paraules clau per línia.
8. Utilitzar moltes imatges.

## Aplicacions professionals
- Aporten una visió global que permet abordar els temes importants de manera eficaç.
- Ens estalvien temps.
- Faciliten la generació d'idees i estratègies.
- Milloren la nostra capacitat de planificar i gestionar.

## Lleis i recomanacions de la cartografia mental
D'acord amb el creador d'aquesta tècnica, Dr. Tony Buzan, existeixen unes lleis la intenció de les quals consisteix a incrementar més que restringir, la llibertat mental. En aquest context, és important que no es confonguin els termes ordre amb rigidesa, ni llibertat amb caos. Aquestes lleis es divideixen en dos grups: Les lleis de la tècnica i les lleis de la diagramació:
Les Tècniques:
- Utilitzar l'èmfasi.
- Utilitzar l'associació.
- Expressar-se amb claredat.
- Desenvolupar un estil personal.

La Diagramació:
- Utilitzar la jerarquia.
- Utilitzar l'ordre numèric.